# اچ‌ام‌ای‌اس تاراکان (ال۳۱۷)
اچ‌ام‌ای‌اس تاراکان (ال۳۱۷) (به انگلیسی: HMAS Tarakan (L3017)) یک کشتی بود که طول آن ۳۴۷ فوت (۱۰۶ متر) بود. این کشتی در سال ۱۹۴۴ ساخته شد.